# Liatongus clypeocornis
Liatongus clypeocornis är en skalbaggsart som beskrevs av Scheuern 1988. Liatongus clypeocornis ingår i släktet Liatongus och familjen bladhorningar. Inga underarter finns listade i Catalogue of Life.